# Colton, Oregon
Colton là một cộng đồng chưa hợp nhất trong Quận Clackamas, Oregon, Hoa Kỳ nằm trên Xa lộ Oregon 211. Colton nằm giữa thành phố Estacada và Molalla.
Theo sách Các địa danh Oregon, Colton được hai cư dân, Joshua Gorbett và một người đàn ông tên Cole, đặt tên vào năm 1892. Cả hai đều muốn đặt tên cộng đồng này bằng tên của người kia. Bưu điện Hoa Kỳ nghĩ rằng "Gorbett" có thể bị nhầm lẫn với Corbett, vì vậy cộng đồng được đặt tên là "Colton". Bưu điện Colton được thiết lập cùng năm. Mã bưu điện là 97017.
Cộng đồng này trong lịch sử có một dân số lớn người gốc Thụy Điển và trước đây từng là một thị trấn lâm nghiệp. Ngày nay nền kinh tế chủ yếu là nghề làm vườn và trồng cây giáng sinh.

## Địa lý
Colton nằm trên lạch Milk, một nhánh nhỏ của sông Molalla trong một Thung lũng rộng bị xói mòn từ cao nguyên đá bazan núi lửa và tro của Dãy núi Cascade phía tây. Lạch Canyon rút nước từ các sườn Núi Xanh cho đến phía nam rồi nhập với lạch Milk ngay phía đông của cộng đồng.